# Chamaecrista plumosa
Chamaecrista plumosa är en ärtväxtart som beskrevs av Ernst Meyer. Chamaecrista plumosa ingår i släktet Chamaecrista och familjen ärtväxter. Inga underarter finns listade i Catalogue of Life.